# Oksana Ivanenko
Oksana Ivanenko (en ukrainien : Оксана Іваненко, née le 31 mars 1906 à Poltava et décédée le 16 décembre 1997 à Kyïv) est l'autrice et traductrice ukrainienne pour enfants. Elle remporte le Prix Lessia-Oukraïnka en 1974 et le Prix national Taras-Chevtchenko en 1986.

## Biographie
Oksana Ivanenko est née à Poltava le 31 mars 1906,. Elle est la fille du journaliste et écrivain Dmytro Ivanenko et de l'enseignante Lydia Ivanenko. Son frère est le physicien théoricien, Dmitri Ivanenko. Elle est la mère de l'écrivain pour enfants Valeria Ivanenko (en).
Ivanenko a étudié au Gymnasium, puis à l'école ouvrière. En 1922, elle entre à l'Institut d'éducation publique de Poltava. À partir de 1925, son activité littéraire comprend la publication d'un grand nombre de livres de jeunesse notamment dans le magazine pour enfant Червоні квіти (Fleurs rouges). En 1926, elle est diplômée de la Faculté d'éducation sociale de l'Institut d'éducation publique de Kharkiv.
En 1931, elle est aspirante candidat pour ses études de troisième cycle à l'école supérieure de l'Institut ukrainien de recherche en pédagogie et elle y dirige la section de littérature pour enfants de la branche de Kiev de cet institut. Elle devient éducatrice à la Colonie Maxim Gorki (uk) pour enfants sous la direction d'Anton Makarenko et situé dans le village de Kovalivka (raîon de Poltava) (uk). De 1932 à 1939, elle travaille pour la maison d'édition Jeune Bolchevik et de 1947 à 1951 pour la revue Барвінок (Pervenche),. De 1939 à 1957, elle vit à Kiev à la Maison des écrivains Roliti.
Ses travaux ont été publiés dans un ouvrage intitulé « Œuvres » en cinq volumes (vols. 1-5, 1984-1994). Ivanenko meurt à Kiev le 17 décembre 1997. Elle est enterrée au cimetière Baïkov.

## Honneurs
Lauréate en 1986 du Prix national Taras-Chevtchenko pour «Завжди в житті» (Toujours dans la vie) et en 1974 du Prix Lessia Oukraïnka pour «Лісові казки» (Histoires forestières). Elle a été récompensée de l'Ordre de l'Amitié des Peuples, de trois ordres « Insigne d'honneur », de médailles diverses.

## Carrière littéraire
Elle est connue pour son Тарасовы дороги (Les chemins de Taras) illustré par Vassili Kassiane. Oksana Ivanenko a publié plus de 50 livres pour enfants et aussi pour adultes.

### Littérature jeunesse
- «Майка та жабка» (1930);
- «Дитячий садок» (1931);
- «Черевички» (1933);
- «Лісові казки» (1934);
- «Великі очі» (1936);
- «Джмелик» (1937);
- «Три бажання» (1940)[3];
- «Куди літав журавлик» (1947);
- «Казки» (1958)[3].

### Romans
- «Друкар книжок небачених» (1947, au sujet d'Ivan Fedorov);
- «Рідні діти» (1951)[3];
- «Богдан Хмельницький» (1954);
- «Великий шум» (1967)[3].

### Roman historiques
- «Тарасові шляхи» (1961, les deux premières parties ont été publiées en 1939 ; sur Taras Chevtchenko);
- «Марія» (1973, 1977, 1986, 1988; à propos de Marko Vovtchok).

### Traductions
- «Тургенєв» d'André Maurois, livre sur Ivan Tourgueniev et la culture russe du XIXe siècle d'un point de vue européen. Cette traduction a été publiée en 1977, bien avant la version russe.
- «Малахітова шкатулка» de Pavel Bajov - du russe (1979);
- «Сліпий музикант», «Діти підземелля» de Vladimir Korolenko et traduit du russe;
- les contes de Hans Christian Andersen et traduit du danois;
- les contes des frères Grimm et traduit de l'allemand.

### Scenario
- film «Гірська квітка» (1937), réalisé par V. T. Artemenko à Odessa